# Edmilson (football, 1974)
Pour les articles homonymes, voir Edmilson (homonymie).
Edmilson Carlos Abel, plus communément appelé Edmilson est un footballeur brésilien né le 23 février 1974.